# Kollektivet (tv-serie)
Kollektivet er et norsk underholdningsprogram, der blev sendt på TV 2 i Norge fra 2011 til 2015. Programledere og deltagerne er Sebastian Trulsrud Brynestad, Kevin Vågenes, Jakob Schøyen Andersen og Fridtjof Josefsen.